# Якушко Олександр Іванович
Олекса́ндр Іва́нович Яку́шко (1920—1991) — старший сержант РА, учасник нацистсько-радянської війни, повний кавалер ордена Слави.

## Життєпис
Народився 1920 року в Бобровиці (Чернігівська область) у родині робітників. Закінчив 7 класів, працював на цукровому заводі різноробочим.
В рядах РА від вересня 1943 року, від того часу брав участь у бойових діях. Воював на Воронезькому та Другому Українському фронтах, сапер-розвідник та командир розвідувального відділення. Брав участь у боях на Букринському плацдармі, Київській наступальній та Київській оборонній операціях, Житомирсько-Бердичівській, Корсунь-Шевченківській, Умансько-Ботошанській, Яссько-Кишиневській, Дебреценській, Будапештській, Братіславсько-Брненській та Празькій операціях.
Під час Будапештської наступальної операції тричі успішно виконував відповідальні накази командування в глибокому тилу противника; 10 грудня 1944 року нагороджений орденом Слави 3-го ступеню. Протягом 29 жовтня — 3 листопада група виконувала завдання поблизу міста Токай, при поверненні відбувся бій з німецькими солдатами, два розвідники зазнали поранень. Олександр Якушко виніс одного з них, те передав командуванню розвіддані. 6 листопада здійснив проміри річки Тиса поблизу села Тиса-Дада, уим самим виконав завдання по підготовці форсування стрілецькими частинами річки.
В часі наступальних боїв на теренах Словаччини у січні 1945 року при відбитті контратак противника зумів замінувати місцевість в тилу противника. Виконавши завдання, розвідувальна група через 8 днів повернулася із розвіданими даними. За це 9 лютого 1945 року нагороджений орденом Слави 2-го ступеню.
Уночі з 14 на 15 березня 1945 року при боях біля словацького міста Брезно у складі розвідувальної групи встановив на дорозі Бистриця — Громанец фугас, у якому знаходилися набої. 15 травня 1946 року нагороджений орденом Слави 1-го ступеню.
З лав РА демобілізувався в травні 1946 року. Проживав в селі Кобижча Чернігівської області. 1959 року закінчив зооветеринарний технікум, 1964-го — 2 курси Української сільськогосподарської академії, працював головним агрономом в колгоспі «Перемога». 1985 року нагороджений орденом Вітчизняної війни 1-го ступеня.
Помер 4 вересня 1991 року.